# Bronchocela hayeki
Bronchocela hayeki o chupa sangre de Sumatra es una especie de iguanios de la familia Agamidae.

## Distribución geográfica
Es endémica de Sumatra.

## Estado de conservación
Se encuentra amenazada por la pérdida de su hábitat natural.